# Bernard Cleary
Pour l’article homonyme, voir Cleary.
Bernard Cleary (né le 8 mai 1937 à Mashteuiatsh et mort le 27 juillet 2020 à Lévis) est un homme d'affaires, journaliste, négociateur en chef, professeur et homme politique fédéral du Québec.

## Biographie
Né à Mashteuiatsh dans la région du Saguenay–Lac-Saint-Jean, il devint député du Bloc québécois dans la circonscription fédérale de Louis-Saint-Laurent en 2004. Avec son élection, il devint le premier autochtone québécois à être élu au niveau fédéral. Tentant un réélection en 2006, il fut défait par la conservatrice Josée Verner.
Durant son passage à la Chambre des communes, il fut porte-parole du Bloc québécois en matière d'Affaires indiennes et de Nord canadien de 2004 à 2006 et de Développement du Nord de 2004 à 2005.